# Buzara
Buzara é um gênero de traça pertencente à família Arctiidae.